# Symplocos pyriflora
Symplocos pyriflora là một loài thực vật thuộc họ Symplocaceae. Đây là loài đặc hữu của Malaysia.